# Leandra bergiana
Leandra bergiana är en tvåhjärtbladig växtart som beskrevs av Célestin Alfred Cogniaux. Leandra bergiana ingår i släktet Leandra och familjen Melastomataceae. Inga underarter finns listade i Catalogue of Life.